# Vindefontaine
Vindefontaine är en kommun i departementet Manche i regionen Normandie i norra Frankrike. Kommunen ligger i kantonen La Haye-du-Puits som tillhör arrondissementet Coutances. År 2018 hade Vindefontaine 313 invånare.

## Befolkningsutveckling
Antalet invånare i kommunen Vindefontaine
| Referens: INSEE |